# Indosylvirana sreeni
Indosylvirana sreeni é uma espécie de anfíbio anuro da família Ranidae. Está presente na Índia. A UICN classificou-a como pouco preocupante.